# Tiếng Copt
Tiếng Copt (Met Remenkēmi) là giai đoạn phát triển cuối cùng của tiếng Ai Cập, một ngôn ngữ thuộc nhánh phía bắc của ngữ hệ Phi-Á; nó được sử dụng ở Ai Cập cho đến ít nhất là thế kỷ XVII. Người Ai Cập bắt đầu sử dụng bảng chữ cái Hy Lạp vào thế kỷ I. Hệ chữ viết mới trở thành chữ Copt - một bảng chữ cái cải tiến từ chữ Hy Lạp, có bổ sung thêm sáu hoặc bảy dấu hiệu Demotic nhằm đại diện cho các âm Ai Cập mà tiếng Hy Lạp không có. Hiện người ta đã xác định được một số phương ngữ của tiếng Copt, trong đó nổi bật nhất là Sahidi and Bohair.
Tiếng Copt và tiếng Ai Cập Thông dụng (Demotikos) có ngữ pháp liên hệ chặt chẽ với tiếng Ai Cập Hậu kỳ (được viết bằng chữ tượng hình Ai Cập). Tiếng Copt phát triển mạnh trong vai trò ngôn ngữ văn học từ thế kỷ II đến thế kỷ XIII. Phương ngữ Bohair của thứ tiếng này tiếp tục đóng vai trò ngôn ngữ phụng vụ của Giáo hội Chính thống giáo Copt. Về sau tiếng Copt bị tiếng Ả Rập Ai Cập thay thế trong vai trò là ngôn ngữ nói. Đã có các nỗ lực chấn hưng ngôn ngữ này từ thế kỷ XIX.